# Onychogomphus pilosus
Onychogomphus pilosus – gatunek ważki z rodziny gadziogłówkowatych (Gomphidae).